# Даллер, Ромео
Ромео Далле́р (англ. и фр. Roméo Dallaire; род. 25 июня 1946, Денекамп, Нидерланды) — канадский военный и политический деятель. Генерал вооруженных сил Канады, командующий войсками миротворческого контингента ООН в Руанде с 1993 по 1994 год. Cенатор, писатель
.

## Биография
Родился 25 июня 1946 года в Нидерландах. В конце того же года его семья переехала в Канаду. В 1964 году Даллер поступил на военную службу в канадскую армию. В 1970 году он окончил Королевский военный колледж Канады, получив степень бакалавра наук, после чего посвятил себя военной службе.
В 1993 году Даллер был назначен главой Миссии ООН по оказанию помощи Руанде (МООНПР, UNAMIR), в функции которой первоначально входило обеспечение безопасности в городе Кигали во время подписания мирного договора между президентом Руанды Жювеналем Хабиариманой и Полем Кагаме — лидером Руандийского патриотического фронта. Однако после подписания соглашения самолёт президента был сбит, что повлекло за собой начало геноцида, начавшегося в апреле 1994 года, в результате которого погибло около 800 000 человек, преимущественно народности тутси, а также умеренных хуту. Несмотря на призывы Даллера увеличить число миротворцев, ООН приняла решение сократить их количество. Тогда Даллер сконцентрировался на создании специальных зон безопасности для укрытия преследуемых жителей, благодаря чему ему удалось спасти некоторую часть населения.
По возвращении в Канаду он получил несколько повышений по службе, однако в 2000 году ушёл в отставку в звании генерал-лейтенанта. После руандийских событий Даллер постоянно был подвержен депрессии, упрекая себя в гибели жителей Руанды, и даже предпринимал попытки самоубийства. В 2003 году он выпустил книгу «Рукопожатие с дьяволом» (англ. Shake Hands with the Devil), где изложил собственные взгляды на трагические события 1994 года. Книга была экранизирована в 2004 (документальный фильм) и в 2007 (художественный с Роем Дюпюи в роли самого Даллера). В 2004 году удостоен Медали мира Пирсона. С 2005 по 2014 год являлся членом Сената Канады от Квебека, входил во фракцию Либеральной партии Канады.